# Amegilla canifronoides
Amegilla canifronoides là một loài Hymenoptera trong họ Apidae. Loài này được Brooks mô tả khoa học năm 1988.